# The Girl in the Taxi
The Girl in the Taxi é um filme britânico de 1937, do gênero comédia musical, dirigido por André Berthomieu e estrelado por Frances Day, Henri Garat e Lawrence Grossmith.
Foi baseado na peça musical The Girl in the Taxi.

## Elenco
- Frances Day - Suzanne Pommarel
- Henri Garat - René Boislurette
- Lawrence Grossmith - barão Aubrais
- Jean Gillie - Jacqueline
- Mackenzie Ward - Hubert
- John Deverell - Emile Pomarel
- Helen Haye - Delphine
- Ben Field - Dominique
- Albert Whelan - Alexis
- Laurence Hanray - Charencey
- Joan Kemp-Welch - Suzanne Dupont